# سفارة التشيك في فرنسا
سفارة التشيك في فرنسا هي أرفع تمثيل دبلوماسي لدولة التشيك لدى فرنسا. تقع السفارة في باريس وهي تهدف لتعزيز المصالح التشيكية في فرنسا.

## وصلات خارجية
- الموقع الرسمي
- قائمة سفارات التشيك
- قائمة السفارات في فرنسا